# 오크우드 (비디오 게임)
오크우드(영어:Oakwood)는 캐나다에서 2018년 12월 15일에 출시한 비디오 게임이다. 공룡을 주제로 하는 게임이다.

## 특징
오크우드는 주인공이 공룡들의 공격을 피하고 아내와 친구들, 그밖의 생존자들을 구출하여 살아남는 것을 목표로 하는 게임이다. 캐나다의 비디오 게임 업체인 Breaking Dimensions(브레이킹 디멘션스)가 2018년 12월 15일에 새로이 출시한 윈도우 게임으로 공룡이 적으로 나오는 것은 먼저 출시된 게임인 1916 게임과 비슷한 게임이라고 볼 수 있다. 오크우드에서 주인공을 위협하는 적의 공룡은 벨로키랍토르, 딜로포사우루스, 티라노사우루스로 나온다. 오크우드는 게임을 하면 공룡들이 항상 주인공을 추격하는 공포스러운 장면이 나오기에 공포 게임으로도 분류가 되며 대한민국에서는 2018년에 새로이 출시된 윈도우의 컴퓨터에서 직접 게임을 플레이할 수 있다.

## 같이 보기
- 비디오 게임
- 공룡